# Suxametoniu

Suxametoniul mai este cunoscut şi sub denumirea de succinil colină, sau scolină (SUX)

Suxametoniul este un curarizant, folosit în anestezia generală, ce rezultă prin condensarea a 2 molecule de acetilcolina, prin intermediul grupărilor carboxil.

## Farmacologie
Face parte din categoria curarizantelor depolarizante, alături de decametonium. Acțiune a curarizantă apare relativ rapid din momentul administrării, dar are o durată foarte scurtă, de circa 3-5 minute. Acționează în 2 etape:
- Faza de blocare 1

Prima fază are loc prin stimularea prelungită a receptorilor acetilcolinici, au loc contracții dezordonate ale mușchilor (fasciculații).Odată stimulați acești receptori devin canale ionice pentru afluxul ionilor de potasiu K+(ies din celulă), și influxul ionilor de sodiu Na+, ceea ce duce la apriția unui potențial de membrană cu valoare mai mică dedcât potențialul de acțiune, fapt ce determină ca celulele respective să rămână la stadiul de excitare.
- Faza de blocare 2.

Prin continuarea stimulării, receptorii acetilcolinici se desensibilizează și se închid. Acest fapt face ca un nou semnal acetilcolinic să nu mai acționeze ca un potențial de acțiune, ca urmare legarea în continuare a suxametoniului este ignorată. Acesta este principalul efect anestetic al suxametoniului, iar pe măsură ce acesta este degradat, receptorii revin la configurația inițială. Efectul secundar este hiperkaliemia, datorat efluxului continuu de ioni K+ (creșterea este de aproximativ 0,5mmol/L, valoare normală a K fiind de circa 3,5-5 mmol/L). Ca urmare a acestui eflux potasic poate apărea fibrilație ventriculară.

## Efecte adverse
Arhivat în 11 decembrie 2006, la Wayback Machine.
- Efecte de tip muscarinic(hipersalivație, contracții ale mușchilor netezi), sau nicotinic (HTA)
- Anafilaxie (reacție de tip alergic care apare la o persoană deja sensibilizată).
- Dureri musculare (fasciculații)
- Hiperkaliemie -bradicardie
- Tensiune intraoculară
- La anumiți indivizi (4% din populația globului), lipsa enzimei pseudocolisterază determină stop respirator.

## Metabolizare
Este inactiv la administrarea pe cale orală, el nu este metabolizat de colinesterază ci de pseudocolinesteraza plasmatică , procesul de hidroliză fiind mult mai lent.Este eliminat netransformat în procent de circa 2-3 % din doza inițială.

## Utilizare
Tehnici de diagnostic și terapie de scurtă durată, pentru operațiile ce necesită intubarea traheală